# Jens Hofer
Jens Hofer (sinh ngày 1 tháng 10 năm 1997) là một cầu thủ bóng đá Liechtenstein, người hiện đang thi đấu ở vị trí hậu vệ cánh trái cho câu lạc bộ FC Solothurn và Đội tuyển bóng đá quốc gia Liechtenstein.

## Sự nghiệp thi đấu quốc tế
Hofer ra mắt quốc tế cho Liechtenstein vào ngày 19 tháng 11 năm 2018, trong 1 trận đấu thuộc khuôn khổ UEFA Nations League gặp Armenia, kết thúc với tỷ số hòa 2–2.
Ngày 12 tháng 11 năm 2021, trong trận đấu thuộc khuôn khổ Vòng loại giải vô địch bóng đá thế giới 2022 gặp Đức, Hofer đã phải nhận thẻ đỏ sau pha va chạm kinh hoàng với Leon Goretzka. Gầm giày của Hofer đã chạm vào mặt của Goretzka khi cả hai đón đường chuyền của Jonas Hofmann.

## Thống kê sự nghiệp

### Quốc tế
Tính đến 26 tháng 3 năm 2023
| Liechtenstein | Liechtenstein | Liechtenstein |
| Năm           | Số trận đấu   | Bàn thắng     |
| ------------- | ------------- | ------------- |
| 2018          | 1             | 0             |
| 2019          | 5             | 0             |
| 2020          | 4             | 0             |
| 2021          | 11            | 0             |
| 2022          | 5             | 0             |
| 2023          | 2             | 0             |
| Tổng cộng     | 28            | 0             |